# Diadegma rapi
Diadegma rapi är en stekelart som först beskrevs av Cameron 1912.  Diadegma rapi ingår i släktet Diadegma och familjen brokparasitsteklar. Inga underarter finns listade i Catalogue of Life.